# كيمبرلي ك. سميث
كيمبرلي ك. سميث (بالإنجليزية: Kimberly K. Smith)‏ هي عالمة سياسة ومؤرخة أمريكية، ولدت في 1966.